# Lêô Ikenaga Jun
Leo Jun Ikenaga S.J. (sinh 1937) là một Giám mục người Nhật Bản của Giáo hội Công giáo Rôma. Ông nguyên là Tổng giám mục chính tòa Tổng giáo phận Osaka và Chủ tịch Hội đồng Giám mục Nhật Bản [2010 - 2013]. Trước khi kế vị Tổng giám mục chính tòa, ông còn đảm nhận chức Tổng giám mục Phó trong khoảng thời gian ngắn từ năm 19995 đến năm 1997.

## Tiểu sử
Tổng giám mục Leo Jun Ikenaga sinh ngày 11 tháng 3 năm 1937, tại Kobe, thuộc Nhật Bản. Sau quá trình tu học dài hạn tại các cơ sở chủng viện theo quy định của Giáo luật, ngày 20 tháng 3 năm 1968, Phó tế Ikenaga, 31 tuổi, tiến đến việc được truyền chức linh mục. Tân linh mục cũng là thành viên linh mục đoàn Dòng Tên [kí hiệu là S.J.].
Sau hơn 27 năm thi hành các công việc mục vụ tôn giáo của một người linh mục, ngày 2 tháng 11 năm 1995, tin tức từ Tòa Thánh loan báo việc Gióa hoàng đã xác nhận việc tuyển chọn linh mục Leo Jun Ikenaga, 58 tuổi, gia nhập Giám mục đoàn Công giáo Hoàn vũ, với vai trò được trao phó là Tổng giám mục Phó Tổng giáo phận Osaka. Lế tấn phong cho vị giám mục tân cử được tổ chức sau đó vào ngày 20 tháng 3 năm 1996, với phần nghi thức truyền chức chính yếu được cử hành cách trọng thể bởi 3 giáo sĩ cấp cao. Chủ phong cho tân giám mục là Tổng giám mục Paul Hisao Yasuda, Tổng giám mục chính tòa Osaka. Hai vị phụ phong, với vai trò phụ phong, gồm có Giám mục Joseph Satoshi Fukahori, Gaíam mục chính tòa Giáo phận Takamatsu và Giám mục Raymond Ken’ichi Tanaka, Giám mục chính tòa Giáo phận Kyōto. Tân giám mục chọn cho mình khẩu hiệu giám mục:Ardeat ignis (Latinh) / すてに火が燃えていることを (tiếng Nhật).
Hơn một năm sau ngày Tấn phong, Tổng giám mục Leo Jun Ikenaga kế nhiệm trở thành Tổng giám mục chính tòa Tổng giáo phận Osaka. Thông tin trên được các phương tiện thông tin Tòa Thánh công bố rộng rãi vào ngày 10 tháng 5 năm 1997. Tân Tổng giám mục chính tòa chính thức cử hành các nghi thức nhận sứ vụ vào ngày 22 tháng 5 năm 1997.
Sau 17 năm giữ vị trí Tổng giám mục Osaka, Tổng giám mục Ikenaga từ nhiệm, và được phía Toà Thánh chấp thuận vào ngày 20 tah1ng 8 năm 2014, chiếu theo Giáo luật về tuổi tác.
Ngoài các chức danh do Tòa Thánh sắp xếp, Tổng giám mục Ikenaga còn đóng vai trò Chủ tịch Hội đồng Giám mục Nhật Bản từ năm 2010 đến tháng 6 năm 2013.